# مسجد علي
مسجد علي يقع المسجد في أضيق نقطة من ممر خيبر، كما يقع في المناطق القبلية الخاضعة للإدارة الاتحادية في باكستان، ويقع على بعد حوالي 10 ميلا (16 كم) إلى الشرق من مدينة لندي كوتال غرب بيشاور، وويقع المسجد على ارتفاع 3,174 قدم (967 متر) من سطح البحر، وكانت المسافة العرضية الضيقة من ممر خيبر تقع قرب مسجد علي، ولكنها الآن اتسعت.

## أصل الاسم
يعود اسم مسجد علي إلى اسم علي بن أبي طالب ابن عم النبي محمد، وقد تم بناء المسجد كمسجد ومزار وكذكرى لأمير المؤمنين علي بن أبي طالب الذي زار هذا المكان وفقا للتقاليد المحلية، وهناك أيضا صخرة ضخمة تحمل علامات اليد يعتقد أنها للامام علي بن أبي طالب.

## التاريخ
مسجد علي هو حصن بناه البريطانيون في القرن التاسع عشر الذي يقود نظرة إستراتيجية إلى ممر خيبر، الحصن يضم مقبرة صغيرة تحتوي على قبور ورفات الجنود البريطانيين الذين سقطوا في الحرب الأفغانية الثانية، وجدران الوادي تحمل شارات للأفواج العسكرية التي خدمت هناك.
وكان مسجد علي مسرحا لمعارك خلال الحروب الإنكليزية الأفغانية، في عام 1842 خلال الحرب الإنكليزية الأفغانية الأولى تم بناء الحصن من قبل البريطانيين كثكنة عسكرية لهم، وخلال التراجع الكارثي للقوات الإنجليزية من كابول هوجمت قوة الإغاثة تحت العقيد تشارلز البرية من قبل القوات الأفغانية بقيادة أكبر خان في مدخل ممر خيبر وأجبروا على التراجع، مما اضطر حامية الحصن لإخلاء مسجد علي وتراجعوا إلى جمرود.
خلال الحرب الانجلو أفغانية الثانية، كانت قوة حقل وادي بيشاور تحت قيادة الجنرال الإنجليزي السير صمويل براون، وأثناء التقدم على العاصمة كابول في عام 1878 تم السيطرة على الحصن ومسجد علي من قبل القوات الأفغانية تحت قياة فايز محمد.

## اقرأ أيضا
- ممر خيبر
- لندي كوتال
- الحروب الإنكليزية الأفغانية